# Maharanga dumetorum
Maharanga dumetorum är en strävbladig växtart som först beskrevs av Ivan Murray Johnston, och fick sitt nu gällande namn av Ivan Murray Johnston. Maharanga dumetorum ingår i släktet Maharanga och familjen strävbladiga växter. Inga underarter finns listade i Catalogue of Life.